# Nashville (Arkansas)
Nashville es una ciudad ubicada en el condado de Howard, Arkansas, Estados Unidos. Tiene una población estimada, a mediados de 2022, de 4056 habitantes.
Es la sede del condado.

## Geografía
La localidad está ubicada en las coordenadas 33°56′31″N 93°51′6″O / 33.94194, -93.85167 (33.941924, -93.851658). Según la Oficina del Censo de los Estados Unidos, tiene una superficie total de 14.29 km², de la cual 14.17 km² corresponden a tierra firme y 0.12 km² están cubiertos de agua.

## Demografía

### Censo de 2020
Según el censo de 2020, en ese momento la localidad tenía una población de 4153 habitantes. La densidad de población era de 293.08 hab./km².
| Raza                   | Núm. | Porc. |
| ---------------------- | ---- | ----- |
| Blancos                | 1811 | 43.6% |
| Afroamericanos         | 1404 | 33.8% |
| Amerindios             | 31   | 0.7%  |
| Asiáticos              | 49   | 1.2%  |
| Isleños del Pacífico   | 4    | 0.1%  |
| De otras razas         | 558  | 13.4% |
| De una mezcla de razas | 296  | 7.1%  |

Del total de la población, el 19.2% eran hispanos o latinos de cualquier raza.

### Censo de 2010
Según el censo de 2010, en ese momento había 4627 personas residiendo en Nashville. La densidad de población era de 315.25 hab./km². El 56.06% de los habitantes eran blancos, el 30.91% eran afroamericanos, el 0.37% eran amerindios, el 1.53% eran asiáticos, el 0.17% eran isleños del Pacífico, el 9.64% eran de otras razas y el 1.32% eran de una mezcla de razas. Del total de la población, el 16.43% eran hispanos o latinos de cualquier raza.